# Sullivan County (New Hampshire)
Sullivan County je okres amerického státu New Hampshire. Správním sídlem je město Newport. Byla založena v roce 1827 a je pojmenována podle generála Johna Sullivana.

## Sousední okresy
| Růžice kompasu |                         | Grafton County                  |                     | Růžice kompasu |
| Růžice kompasu | Windsor County, Vermont | Sever                           | Merrimack County    | Růžice kompasu |
| Růžice kompasu | Windsor County, Vermont | Sullivan County (New Hampshire) | Merrimack County    | Růžice kompasu |
| Růžice kompasu | Windsor County, Vermont | Jih                             | Merrimack County    | Růžice kompasu |
| Růžice kompasu | Windham County, Vermont | Cheshire County                 | Hillsborough County | Růžice kompasu |